# MLBオールスターゲーム
MLBオールスターゲーム（MLB All-Star Game）は、メジャーリーグベースボール（MLB）を構成する2リーグ（ナショナルリーグとアメリカンリーグ）の選抜チーム同士による対抗試合。毎年7月に行われ、ファンによる投票や監督推薦などで選抜された選手が一晩限りのドリームチームを結成する。ミッドサマー・クラシック（Midsummer Classic、“真夏の祭典”）とも呼ばれる。

## 歴史
第1回のMLBオールスターゲームが開催されたのは1933年7月6日である。この試合は、同年に開催されたシカゴ万国博覧会の記念行事として行われた。実現には、イリノイ州シカゴの地元紙『シカゴ・トリビューン』のスポーツ担当編集者であったアーチ・ウォードの尽力があった。当時はゲーム・オブ・ザ・センチュリー（世紀の試合）と呼ばれていた。
ウォードがオールスターゲームの実現に向けて動くようになったきっかけとしてよく語られている逸話が、野球ファンの少年から「ベーブ・ルースとカール・ハッベルの対決が見たい」という趣旨の投書があった、というものである。当時ルースはニューヨーク・ヤンキースの主砲であり、ハッベルはニューヨーク・ジャイアンツ（現サンフランシスコ・ジャイアンツ）のエースであった。ヤンキースとジャイアンツはそれぞれニューヨーク州ニューヨークに本拠地を置いていたが所属リーグが違うため、両チームが同じ年に揃ってワールドシリーズ進出を果たさないと、ルースとハッベルの対決は観ることができない。この対決を実現できないか、という少年の訴えに共鳴したウォードが、球界関係者たちに働きかけ、ナ・ア両リーグのスター選手が一堂に会する「夢のゲーム」を実現させた、という。しかし野球殿堂が所蔵するウォード関連の資料には、前述の少年が登場するものがひとつとして存在しておらず、そのためこのエピソードも事実であるかどうかは疑わしい。
1933年、この第1回オールスターの開催地として選ばれたのが、シカゴのコミスキー・パークであった。5万人近い大観衆を集めて行われた試合ではルースが大活躍。3回裏に大会第1号の本塁打を放つなど、ア・リーグの4 – 2の勝利に貢献した。もちろん一方の雄であるハッベルも、ナ・リーグの一員としてこの試合に出場した。また他にもルー・ゲーリッグやレフティ・ゴメス（ともにヤンキース）、ビル・テリー（ジャイアンツ）など球史に名を残す選手達が顔を揃えている。
その後は持ち回りでの開催となったが、1945年は戦争のため中止、また1959年から1962年までは選手の年金基金費用を増やすために2試合開催となったが、不評だったため1試合に戻された。開催日は大半が7月の火曜日であり、その中でも第2、第3火曜日が多い。その前日の月曜日には同じ球場で「本塁打競争」（オールスター出場選手の中からさらに選抜された選手により、本塁打の本数を争うトーナメント戦）が行われる。
1年1都市のみでの開催、しかも現在ではMLB所属チームが30チームもあるため単純計算でも30年に1度しか開催されないイベントであり、開催都市では地域を挙げての盛り上がりを見せる。ただし1都市に複数の球団を持つ大都市（NY:ヤンキースとメッツ、シカゴ：カブスとホワイトソックスなど）の場合は計算上30年しないうちに開催権利が周ってくる上に、新球場が建設されたなどの要因が生じた場合は基本的にはそちらが優先される事になる（これは日本のオールスターゲームでも同様）。
2020年は新型コロナウイルス感染症（COVID-19）流行の影響で1945年以来75年ぶり2度目の開催中止となった。
2021年、MLBはジョージア州で成立した、マイノリティ差別的と言われる「選挙法」の改正に抗議し、開催地は、当初開催予定だったジョージア州アトランタから、コロラド州デンバーに変更になった。

## 開催概要
MLBオールスターゲームの現在の開催概要・試合結果は次のとおりである。

### 選出方法
- インターネット（PC、タブレット、スマートフォン）から投票する。
- ファン投票選出は投手を除く各ポジションにつき1位選手ずつ（ただし外野手は3位まで）。
- 後日発表の投手を含む関係者の投票と監督推薦（前年度リーグ優勝監督が担当[注 1]）を併せて両チーム33名ずつ（計66名）がメンバーとして登録される。
- 5人の候補の中から「34人目の選手」を選ぶファン投票（インターネット投票）を行い、両チーム34名ずつ（計68名）がメンバーとして登録される。
- 上記登録時あるいは登録後に故障者リスト入りした選手とオールスターゲーム前の最終戦に先発した投手の代わりに選手が補充される[注 2]。

### 試合方式
- 1989年から2009年まではア・リーグ球団の本拠地球場で開催時は指名打者制、ナ・リーグ球団の本拠地球場で開催時は投手も打席に立つ。2010年からはア・リーグ、ナ・リーグの球場を問わず指名打者制を採用。
- 9イニングで決着がつかない場合は延長戦を原則として決着がつくまで行っていたが[注 3]、2022年以降は本塁打競争を事前に指定した打者3人（加えて負傷の際の補欠1人も選ばれる）、各打者3スイングずつで行い、その合計本数で決着をつけることとなった（初めて実施されたのは2025年）[3]。
- 投手は3イニングを超えて登板することはできない[注 4]。

2002年の試合は延長11回の末引き分けとなった。これは控え選手がほぼいなくなったことなどからコミッショナーが裁定を下し引き分けになったといわれる。

### ワールドシリーズのホームアドバンテージ特典
2003年から2016年までこの試合で勝ったリーグに所属するチームは、ワールドシリーズのホームゲームアドバンテージ（第1・2・6・7試合を本拠地球場で開催する権利）を獲得することになった。敗戦リーグの所属チームは第3・4・5試合を本拠地球場で開催する。例えばある年にア・リーグが勝って、その年のワールドシリーズにア・リーグからニューヨーク・ヤンキース、ナ・リーグからニューヨーク・メッツが出場した場合、第1・2・6・7戦はヤンキー・スタジアムで、第3・4・5戦はシティ・フィールドで実施される。なおこの特典が付与されるようになった2003年から2016年まで、ワールドシリーズを制したチームは14回中9回がこのホームゲームアドバンテージを得たリーグの代表である。

## これまでの試合結果
| 回 | 開催日        | 勝利チーム                               | スコア                                   | 敗戦チーム                               | 開催球場                                 | MVP                                      |
| -- | ------------- | ---------------------------------------- | ---------------------------------------- | ---------------------------------------- | ---------------------------------------- | ---------------------------------------- |
| 1  | 1933年7月6日  | アメリカン                               | 4 – 2                                    | ナショナル                               | コミスキー・パーク                       | ---                                      |
| 2  | 1934年7月10日 | アメリカン                               | 9 – 7                                    | ナショナル                               | ポロ・グラウンズ                         | ---                                      |
| 3  | 1935年7月8日  | アメリカン                               | 4 – 1                                    | ナショナル                               | ミュニシパル・スタジアム                 | ---                                      |
| 4  | 1936年7月7日  | ナショナル                               | 4 – 3                                    | アメリカン                               | ブレーブス・フィールド                   | ---                                      |
| 5  | 1937年7月7日  | アメリカン                               | 8 – 3                                    | ナショナル                               | グリフィス・スタジアム                   | ---                                      |
| 6  | 1938年7月6日  | ナショナル                               | 4 – 1                                    | アメリカン                               | クロスリー・フィールド                   | ---                                      |
| 7  | 1939年7月11日 | アメリカン                               | 3 – 1                                    | ナショナル                               | ヤンキー・スタジアム                     | ---                                      |
| 8  | 1940年7月9日  | ナショナル                               | 4 – 0                                    | アメリカン                               | スポーツマンズ・パーク                   | ---                                      |
| 9  | 1941年7月8日  | アメリカン                               | 7 – 5                                    | ナショナル                               | ブリッグス・スタジアム                   | ---                                      |
| 10 | 1942年7月7日  | アメリカン                               | 3 – 1                                    | ナショナル                               | ポロ・グラウンズ                         | ---                                      |
| 11 | 1943年7月13日 | アメリカン                               | 5 – 3                                    | ナショナル                               | シャイブ・パーク                         | ---                                      |
| 12 | 1944年7月11日 | ナショナル                               | 7 – 1                                    | アメリカン                               | フォーブス・フィールド                   | ---                                      |
| -  | 1945年7月10日 | 第二次世界大戦の影響により開催中止       | 第二次世界大戦の影響により開催中止       | 第二次世界大戦の影響により開催中止       | 第二次世界大戦の影響により開催中止       | 第二次世界大戦の影響により開催中止       |
| 13 | 1946年7月9日  | アメリカン                               | 12 – 0                                   | ナショナル                               | フェンウェイ・パーク                     | ---                                      |
| 14 | 1947年7月8日  | アメリカン                               | 2 – 1                                    | ナショナル                               | リグレー・フィールド                     | ---                                      |
| 15 | 1948年7月13日 | アメリカン                               | 5 – 2                                    | ナショナル                               | スポーツマンズ・パーク                   | ---                                      |
| 16 | 1949年7月12日 | アメリカン                               | 11 – 7                                   | ナショナル                               | エベッツ・フィールド                     | ---                                      |
| 17 | 1950年7月11日 | ナショナル                               | 4 – 3                                    | アメリカン                               | コミスキー・パーク                       | ---                                      |
| 18 | 1951年7月10日 | ナショナル                               | 8 – 3                                    | アメリカン                               | ブリッグス・スタジアム                   | ---                                      |
| 19 | 1952年7月8日  | ナショナル                               | 3 – 2                                    | アメリカン                               | シャイブ・パーク                         | ---                                      |
| 20 | 1953年7月14日 | ナショナル                               | 5 – 1                                    | アメリカン                               | クロスリー・フィールド                   | ---                                      |
| 21 | 1954年7月13日 | アメリカン                               | 11 – 9                                   | ナショナル                               | ミュニシパル・スタジアム                 | ---                                      |
| 22 | 1955年7月12日 | ナショナル                               | 6 – 5                                    | アメリカン                               | ミルウォーキー・カウンティ・スタジアム   | ---                                      |
| 23 | 1956年7月10日 | ナショナル                               | 7 – 3                                    | アメリカン                               | グリフィス・スタジアム                   | ---                                      |
| 24 | 1957年7月9日  | アメリカン                               | 6 – 5                                    | ナショナル                               | スポーツマンズ・パーク                   | ---                                      |
| 25 | 1958年7月8日  | アメリカン                               | 4 – 3                                    | ナショナル                               | メモリアル・スタジアム                   | ---                                      |
| 26 | 1959年7月7日  | ナショナル                               | 5 – 4                                    | アメリカン                               | フォーブス・フィールド                   | ---                                      |
| 27 | 1959年8月3日  | アメリカン                               | 5 – 3                                    | ナショナル                               | LAメモリアル・コロシアム                 | ---                                      |
| 28 | 1960年7月11日 | ナショナル                               | 5 – 3                                    | アメリカン                               | ミュニシパル・スタジアム                 | ---                                      |
| 29 | 1960年7月13日 | ナショナル                               | 6 – 0                                    | アメリカン                               | ヤンキー・スタジアム                     | ---                                      |
| 30 | 1961年7月11日 | ナショナル                               | 5 – 4                                    | アメリカン                               | キャンドルスティック・パーク             | ---                                      |
| 31 | 1961年7月31日 | （引き分け）                             | 1 – 1                                    | （引き分け）                             | フェンウェイ・パーク                     | ---                                      |
| 32 | 1962年7月10日 | ナショナル                               | 3 – 1                                    | アメリカン                               | DCスタジアム                             | モーリー・ウィルス                       |
| 33 | 1962年7月30日 | アメリカン                               | 9 – 4                                    | ナショナル                               | リグレー・フィールド                     | レオン・ワグナー                         |
| 34 | 1963年7月9日  | ナショナル                               | 5 – 3                                    | アメリカン                               | ミュニシパル・スタジアム                 | ウィリー・メイズ                         |
| 35 | 1964年7月7日  | ナショナル                               | 7 – 4                                    | アメリカン                               | シェイ・スタジアム                       | ジョニー・カリソン                       |
| 36 | 1965年7月13日 | ナショナル                               | 6 – 5                                    | アメリカン                               | メトロポリタン・スタジアム               | フアン・マリシャル                       |
| 37 | 1966年7月12日 | ナショナル                               | 2 – 1                                    | アメリカン                               | ブッシュ・スタジアム                     | ブルックス・ロビンソン                   |
| 38 | 1967年7月11日 | ナショナル                               | 2 – 1                                    | アメリカン                               | アナハイム・スタジアム                   | トニー・ペレス                           |
| 39 | 1968年7月9日  | ナショナル                               | 1 – 0                                    | アメリカン                               | アストロドーム                           | ウィリー・メイズ                         |
| 40 | 1969年7月22日 | ナショナル                               | 9 – 3                                    | アメリカン                               | RFKスタジアム                            | ウィリー・マッコビー                     |
| 41 | 1970年7月14日 | ナショナル                               | 5 – 4                                    | アメリカン                               | リバーフロント・スタジアム               | カール・ヤストレムスキー                 |
| 42 | 1971年7月13日 | アメリカン                               | 6 – 4                                    | ナショナル                               | タイガー・スタジアム                     | フランク・ロビンソン                     |
| 43 | 1972年7月25日 | ナショナル                               | 6 – 5                                    | アメリカン                               | フルトン・カウンティ・スタジアム         | ジョー・モーガン                         |
| 44 | 1973年7月24日 | ナショナル                               | 7 – 1                                    | アメリカン                               | ロイヤルズ・スタジアム                   | ボビー・ボンズ                           |
| 45 | 1974年7月23日 | ナショナル                               | 7 – 2                                    | アメリカン                               | スリー・リバース・スタジアム             | スティーブ・ガービー                     |
| 46 | 1975年7月15日 | ナショナル                               | 6 – 3                                    | アメリカン                               | ミルウォーキー・カウンティ・スタジアム   | ジョン・マトラック ビル・マドロック      |
| 47 | 1976年7月13日 | ナショナル                               | 7 – 1                                    | アメリカン                               | ベテランズ・スタジアム                   | ジョージ・フォスター                     |
| 48 | 1977年7月19日 | ナショナル                               | 7 – 5                                    | アメリカン                               | ヤンキー・スタジアム                     | ドン・サットン                           |
| 49 | 1978年7月11日 | ナショナル                               | 7 – 3                                    | アメリカン                               | サンディエゴ・スタジアム                 | スティーブ・ガービー                     |
| 50 | 1979年7月17日 | ナショナル                               | 7 – 6                                    | アメリカン                               | キングドーム                             | デーブ・パーカー                         |
| 51 | 1980年7月8日  | ナショナル                               | 4 – 2                                    | アメリカン                               | ドジャー・スタジアム                     | ケン・グリフィー・シニア                 |
| 52 | 1981年8月9日  | ナショナル                               | 5 – 4                                    | アメリカン                               | ミュニシパル・スタジアム                 | ゲイリー・カーター                       |
| 53 | 1982年7月13日 | ナショナル                               | 4 – 1                                    | アメリカン                               | オリンピック・スタジアム                 | デーブ・コンセプシオン                   |
| 54 | 1983年7月6日  | アメリカン                               | 13 – 3                                   | ナショナル                               | コミスキー・パーク                       | フレッド・リン                           |
| 55 | 1984年7月10日 | ナショナル                               | 3 – 1                                    | アメリカン                               | キャンドルスティック・パーク             | ゲイリー・カーター                       |
| 56 | 1985年7月16日 | ナショナル                               | 6 – 1                                    | アメリカン                               | メトロドーム                             | ラマー・ホイト                           |
| 57 | 1986年7月15日 | アメリカン                               | 3 – 2                                    | ナショナル                               | アストロドーム                           | ロジャー・クレメンス                     |
| 58 | 1987年7月14日 | ナショナル                               | 2 – 0                                    | アメリカン                               | アラメダ・カウンティ・コロシアム         | ティム・レインズ                         |
| 59 | 1988年7月12日 | アメリカン                               | 2 – 1                                    | ナショナル                               | リバーフロント・スタジアム               | テリー・スタインバック                   |
| 60 | 1989年7月11日 | アメリカン                               | 5 – 3                                    | ナショナル                               | アナハイム・スタジアム                   | ボー・ジャクソン                         |
| 61 | 1990年7月10日 | アメリカン                               | 2 – 0                                    | ナショナル                               | リグレー・フィールド                     | フリオ・フランコ                         |
| 62 | 1991年7月9日  | アメリカン                               | 4 – 2                                    | ナショナル                               | スカイドーム                             | カル・リプケン・ジュニア                 |
| 63 | 1992年7月14日 | アメリカン                               | 13 – 6                                   | ナショナル                               | ジャック・マーフィー・スタジアム         | ケン・グリフィー・ジュニア               |
| 64 | 1993年7月13日 | アメリカン                               | 9 – 3                                    | ナショナル                               | カムデン・ヤーズ                         | カービー・パケット                       |
| 65 | 1994年7月12日 | ナショナル                               | 8 – 7                                    | アメリカン                               | スリー・リバース・スタジアム             | フレッド・マグリフ                       |
| 66 | 1995年7月11日 | ナショナル                               | 3 – 2                                    | アメリカン                               | ザ・ボールパーク・イン・アーリントン     | ジェフ・コーナイン                       |
| 67 | 1996年7月9日  | ナショナル                               | 6 – 0                                    | アメリカン                               | ベテランズ・スタジアム                   | マイク・ピアッツァ                       |
| 68 | 1997年7月8日  | アメリカン                               | 3 – 1                                    | ナショナル                               | ジェイコブス・フィールド                 | サンディー・アロマー・ジュニア           |
| 69 | 1998年7月7日  | アメリカン                               | 13 – 8                                   | ナショナル                               | クアーズ・フィールド                     | ロベルト・アロマー                       |
| 70 | 1999年7月13日 | アメリカン                               | 4 – 1                                    | ナショナル                               | フェンウェイ・パーク                     | ペドロ・マルティネス                     |
| 71 | 2000年7月11日 | アメリカン                               | 6 – 3                                    | ナショナル                               | ターナー・フィールド                     | デレク・ジーター                         |
| 72 | 2001年7月10日 | アメリカン                               | 4 – 1                                    | ナショナル                               | セーフコ・フィールド                     | カル・リプケン・ジュニア                 |
| 73 | 2002年7月9日  | （引き分け）                             | 7 – 7                                    | （引き分け）                             | ミラー・パーク                           |                                          |
| 74 | 2003年7月15日 | アメリカン                               | 7 – 6                                    | ナショナル                               | USセルラー・フィールド                   | ギャレット・アンダーソン                 |
| 75 | 2004年7月13日 | アメリカン                               | 9 – 4                                    | ナショナル                               | ミニッツメイド・パーク                   | アルフォンソ・ソリアーノ                 |
| 76 | 2005年7月12日 | アメリカン                               | 7 – 5                                    | ナショナル                               | コメリカ・パーク                         | ミゲル・テハダ                           |
| 77 | 2006年7月11日 | アメリカン                               | 3 – 2                                    | ナショナル                               | PNCパーク                                | マイケル・ヤング                         |
| 78 | 2007年7月10日 | アメリカン                               | 5 – 4                                    | ナショナル                               | AT&Tパーク                               | イチロー                                 |
| 79 | 2008年7月15日 | アメリカン                               | 4 – 3                                    | ナショナル                               | ヤンキー・スタジアム                     | J.D.ドリュー                             |
| 80 | 2009年7月14日 | アメリカン                               | 4 – 3                                    | ナショナル                               | ブッシュ・スタジアム                     | カール・クロフォード                     |
| 81 | 2010年7月13日 | ナショナル                               | 3 – 1                                    | アメリカン                               | エンゼル・スタジアム・オブ・アナハイム   | ブライアン・マッキャン                   |
| 82 | 2011年7月12日 | ナショナル                               | 5 – 1                                    | アメリカン                               | チェイス・フィールド                     | プリンス・フィルダー                     |
| 83 | 2012年7月10日 | ナショナル                               | 8 – 0                                    | アメリカン                               | カウフマン・スタジアム                   | メルキー・カブレラ                       |
| 84 | 2013年7月16日 | アメリカン                               | 3 – 0                                    | ナショナル                               | シティ・フィールド                       | マリアーノ・リベラ                       |
| 85 | 2014年7月15日 | アメリカン                               | 5 – 3                                    | ナショナル                               | ターゲット・フィールド                   | マイク・トラウト                         |
| 86 | 2015年7月14日 | アメリカン                               | 6 – 3                                    | ナショナル                               | グレート・アメリカン・ボール・パーク     | マイク・トラウト                         |
| 87 | 2016年7月12日 | アメリカン                               | 4 – 2                                    | ナショナル                               | ペトコ・パーク                           | エリック・ホズマー                       |
| 88 | 2017年7月11日 | アメリカン                               | 2 - 1                                    | ナショナル                               | マーリンズ・パーク                       | ロビンソン・カノ                         |
| 89 | 2018年7月17日 | アメリカン                               | 8 - 6                                    | ナショナル                               | ナショナルズ・パーク                     | アレックス・ブレグマン                   |
| 90 | 2019年7月9日  | アメリカン                               | 4 - 3                                    | ナショナル                               | プログレッシブ・フィールド               | シェーン・ビーバー                       |
| -  | 2020年7月14日 | 新型コロナウイルスの影響により、開催中止 | 新型コロナウイルスの影響により、開催中止 | 新型コロナウイルスの影響により、開催中止 | 新型コロナウイルスの影響により、開催中止 | 新型コロナウイルスの影響により、開催中止 |
| 91 | 2021年7月13日 | アメリカン                               | 5 - 2                                    | ナショナル                               | クアーズ・フィールド                     | ブラディミール・ゲレーロ・ジュニア       |
| 92 | 2022年7月19日 | アメリカン                               | 3 - 2                                    | ナショナル                               | ドジャー・スタジアム                     | ジャンカルロ・スタントン                 |
| 93 | 2023年7月11日 | ナショナル                               | 3 - 2                                    | アメリカン                               | T-モバイル・パーク                       | エリアス・ディアス                       |
| 94 | 2024年7月16日 | アメリカン                               | 5 - 3                                    | ナショナル                               | グローブライフ・フィールド               | ジャレン・デュラン                       |
| 95 | 2025年7月16日 | ナショナル                               | 6 - 6 （延長 4 - 3）                     | アメリカン                               | トゥルーイスト・パーク                   | カイル・シュワーバー                     |
| 96 | 2026年7月14日 |                                          |                                          |                                          | シチズンズ・バンク・パーク               |                                          |

アメリカン・リーグ：48勝、ナショナル・リーグ：44勝、2引分（2024年終了時点）

## 諸記録
※数字は2007年終了時点のもの

### 打撃部門
試合数
- 通算最多はハンク・アーロン、スタン・ミュージアル、ウィリー・メイズの24試合。

打席・打数
- 通算最多はウィリー・メイズの82打席、75打数。
- 1試合最多はウィリー・ジョーンズ（1950年）の7打席7打数。

得点
- 通算最多はウィリー・メイズの20得点。
- 1試合最多はテッド・ウィリアムズが1946年に記録した4得点。

安打
- 通算最多はウィリー・メイズの23安打。
- 1試合では4本が最多（ジョー・メドウィック、テッド・ウィリアムズ、カール・ヤストレムスキー）。

二塁打
- 通算最多はデーブ・ウィンフィールドの7本。1試合最多は2本。

三塁打
- 通算最多はブルックス・ロビンソン、ウィリー・メイズの3本。
- 1試合最多は2本。ロッド・カルーが1978年に記録した。

本塁打
- 通算最多はスタン・ミュージアルの6本。
- 1試合最多は2本。5人が記録している（アーキー・ヴォーン、テッド・ウィリアムズ、アル・ローゼン、ウィリー・マッコビー、ゲーリー・カーター）。
- ランニング本塁打は2007年にイチローが初めて記録した。
- 満塁本塁打は1983年にフレッド・リンが初めて記録した（現在でも史上唯一）。

打点
- 通算最多はテッド・ウィリアムズの12打点。
- 1試合最多は5打点（テッド・ウィリアムズ、アル・ローゼン）。

三振
- 通算最多はミッキー・マントルの17三振。
- 1試合最多はロベルト・クレメンテ（1967年）の4三振。

盗塁
- 通算最多はウィリー・メイズの6盗塁。1試合最多は2盗塁。
- 本塁盗塁は1934年のパイ・トレイナーが唯一の記録である。

### 投手部門
登板試合数
- 通算最多はロジャー・クレメンスの10試合。

投球回
- 通算最多はドン・ドライスデールの19回3分の1。1試合ではレフティ・ゴメスの6回（1935年）。

勝利数
- 通算最多はレフティ・ゴメスの3勝。

セーブ
- 通算最多はマリアーノ・リベラの4セーブ。

奪三振
- 通算最多はドン・ドライスデールの19奪三振。1試合最多は6で、過去4人が記録している。

被安打
- 通算最多はホワイティ・フォードの19本。1試合最多はトム・グラビンの9本（1992年）。

与四球
- 通算最多はジム・パーマーの7つ。1試合最多はビル・ハラハンの5つ（1933年）。

防御率
- 通算防御率0.00の投手のうち、投球回最多はメル・ハーダーで13回。

## MLB本塁打競争
本塁打競争はオールスターゲームの関連イベントとして1985年から行われるようになった。出場選手は基本的にオールスター出場選手の中から選ばれるが、辞退者などがある場合この限りではない。また、2005年には翌年のワールド・ベースボール・クラシック開催を睨んで、同大会出場国の国別対抗戦として行われた。

### 現在のルール
オールスター出場選手の中からさらに8人を選抜して、本塁打の本数の合計を3ラウンドで競う。まず第1ラウンドを行い(対戦相手はシードの合計数が9になる様に設定されている)、本数上位4選手が第2ラウンドへ進む。第2ラウンドでは前ラウンドとの合計本数を争い、上位2名が決勝戦に進む。決勝戦はそれまでのラウンドでの本数は関係なく、決勝戦の本数だけで争う。
1回戦と準決勝は3分、決勝戦は2分(以前は4分だったが出場選手の体力を考えた上で短縮された)で球数無制限で本塁打数を争う。途中1回45秒間のタイムアウトが可能。決勝では1回30秒のタイムアウトが追加される。飛距離440ft（約134m）以上のホームランを2本以上打つと30秒間のボーナスタイムが得られる。本塁打数が同数となった場合は、延長戦として1分間のタイブレークが追加される。タイブレーク中のタイムの追加や停止はない。これでも決着しない場合には再延長として3スイングマッチで決着がつくまで行われる。

## フューチャーズゲーム
オールスターゲームの前々日に同じ球場で行うマイナーリーグ版オールスターゲーム。1999年に開始された。出場選手はマイナーリーグから選抜され、アメリカンリーグ選抜とナショナルリーグ選抜（2018年までは「アメリカ合衆国出身選手選抜」と「世界選抜」の出身別に分けられた）の2チームに分かれて対戦する。